# René Grossier
René Grossier, né le 10 juillet 1930 à Aumont dans la Somme et mort le 2 juillet 2013 à Salouël dans la Somme également,, est un coureur cycliste français.

## Palmarès
- 1957
  - Tour du Saint-Laurent
- 1958
  - Champion des Flandres des indépendants[3]
  - Circuit du Port de Dunkerque
  - 2e du Tour du Saint-Laurent
  - 3e de Paris-Eu
- 1959
  - 3e du championnat des Flandres des indépendants